# Yanar Mohammed
Yanar Mohammed est une femme politique irakienne, née à Bagdad en 1960. Cofondatrice et présidente de l'Organisation pour la liberté des femmes en Irak, elle est considérée comme la féministe irakienne la plus connue à l'échelle internationale.

## Biographie
Diplômée de l'Université de Bagdad en 1984, puis de Toronto en 1993, Yanar Mohammed est architecte et céramiste. On lui doit notamment le décor céramique du hall d'entrée du siège de la Canadian-Arab Federation à Toronto.
Exilée au Canada en 1993 avec son mari et ses enfants, Yanar Mohammed bénéficie de l'asile politique avant d'obtenir la nationalité canadienne. En 1998, elle participe à la fondation de la coalition Défense des droits des femmes irakiennes, dont. Cette association soutient, à l'échelle internationale, les foyers d'accueil pour femmes menacées de crime d'honneur gérés par l'Organisation indépendante des femmes au Kurdistan.
Le 20 mai 1998, Yanar Mohammed fonde à Toronto une association nommée Défense des droits des femmes irakiennes (DIWR), qui s'investit particulièrement dans la lutte contre l'embargo. Elle en assume la direction à plusieurs reprises, en 1998, 1999 et 2002
Peu après, le médecin Layla Muhammad, réfugiée en Australie, fonde à Sydney le Comité de Défense des droits des femmes irakiennes. C'est le retour de ces militantes, disposant déjà d'un solide réseau international, à Bagdad en 2003 qui permettra la création de l'Organisation pour la liberté des femmes en Irak, aussitôt après la chute du régime de Saddam Hussein. Il se constitue un réseau international, sous le nom de Coalition irakienne pour les droits des femmes, dont les coordinatrices sont Houzan Mahmoud en Grande-Bretagne, Layla Muhammad en Australie, Khayal Ibrahim au Canada, Arouba Sabir aux États-Unis et Halala Raafi en Suède. Houzan Mahmoud prend alors la direction du journal Equals rights now (« Égalité des droits maintenant »), assistée par Yanar Mohammed et Nadia Mahmoud.
La féministe américaine Eve Ensler a organisé à New York la rencontre entre Yanar Mohammed et Jane Fonda en novembre 2003.
En 2004, l'Organisation pour la liberté des femmes en Irak joue un rôle important dans la campagne contre l'introduction de la charia dans le code de la famille irakien. Yanar Mohammed est alors menacée de mort par les Compagnons de Sahaba, une organisation armée proche des Talibans. Elle participe, aux côtés de l'avocat Faleh Maktuf et du syndicaliste Falah Alwan à la création du Comité pour la défense de la laïcité dans la société irakienne. 
Yanar Mohammed a participé à de nombreuses rencontres internationales, notamment en Allemagne, en Grande-Bretagne, au Japon et au Mexique.  Intéressée par les arts martiaux comme technique d'autodéfense pour les femmes, elle pratique le karaté et possède la ceinture noire dans cette discipline.

### Prix et récompenses
En 2005, Yanar Mohammed s'est vu décerner le titre de Vagina warrior, par le V-Day Europe. En 2005, le magazine Elle l'a consacrée l'une des dix femmes de l'année. En 2007, elle a reçu le Eleanor Roosevelt Global Women’s Rights award, aux côtés de l'Afghane Sima Samar et des américaines Rebbecca Gomberts et Laurie David. En 2008, Yanar Mohammed a reçu le Gruber Prize for Women’s Rights, partagé avec la Népalaise Sapana Pradhan Malla et l'Israélienne Nadera Shalhoub-Kevorkian. Le montant total de ce dernier prix est de 500 000 $.
En 2016, elle reçoit le prix Rafto des droits de l'homme. Deux ans plus tard, elle est listée parmi les 100 Women de la BBC.

## Rôle politique
Yanar Mohammed est membre des bureaux politiques du Parti communiste-ouvrier d’Irak et du Parti communiste-ouvrier d'Iran - Hekmatiste, ainsi que du conseil central du Congrès des libertés en Irak.